# Mate
Mate er en koffeinrig, telignende latinamerikansk drik, der også drikkes enkelte andre steder uden for Latinamerika. Drikken staves sommetider maté,[kilde mangler] men den udtales ikke med tryk på anden stavelse. Den kendes også under navnene chimarrão (portugisisk) eller cimarrón (spansk). Drikken er populær i Argentina, Uruguay, Paraguay og de sydligste stater i Brasilien. Den drikkes også i det sydlige Chile, Chaco-provinsen i Bolivia, Syrien og Libanon. Den kan også fås i Danmark. 

## Tilberedning
Mate tilberedes ved at lade de tørrede og knuste blade af planten paraguaykristtorn (Ilex paraguariensis) trække i varmt vand. Dette gøres traditionelt i en kalabas, et tørret, udhulet græskar, der kan være forsynet med en kant af sølvplade. Dette græskar kaldes en mate eller en guampa; i Brasilien kaldes den en cuia eller en cabaça. Drikken nydes gennem et sugerør, en bombilla med en si i den nedre ende. Bombillaen er traditionelt af sølv, men andre materialer benyttes også. Kalabassen fyldes med de tørrede blade, der hældes varmt (men ikke kogende) vand på og drikken trækker et par minutter. Bladene fjernes ikke fra kalabassen, men sien i spidsen på bombillaen forhindrer bladene i at komme i munden på den, der drikker. Der kan hældes varmt vand på de samme blade adskillige gange. Faktisk betragtes den første brygning som den ringeste, fordi der kan komme pulveriserede blade med i drikken. Nogle kulturer ryster kalabassen og holder den på skrå, inden der drikkes, for at 'sortere' de knuste blade. Ofte bløder man bladene op i koldt vand, før man tilsætter varmt vand, for ikke at lade varmen beskadige bladene og deres indhold.

## Socialt
Mate drikkes gerne i et selskab. En person, el cebador, brygger drikken i en kalabas og drikker den første portion (den ringeste). Derefter brygges en ny portion og den samme kalabas rækkes til den næste (til højre) i selskabet, og så fremdeles. Nydelse af mate er karakteristisk for gaucho-kulturen.
 Denne artikel bør gennemlæses af en person med fagkendskab for at sikre den faglige korrekthed.